# Elephantaria in Mauretania
Elephantaria in Mauretania (łac. Diocesis Elephantariensis in Mauretania) – stolica historycznej diecezji we Cesarstwie rzymskim w prowincji Mauretania Cezarensis, zlikwidowana w VII w. podczas ekspansji islamskiej, współcześnie w północnej Algierii. Obecnie katolickie biskupstwo tytularne. 

## Biskupi tytularni
| Lp. | Biskup                 | Funkcja                                                    | Od                   | Do                   |
| --- | ---------------------- | ---------------------------------------------------------- | -------------------- | -------------------- |
| 1   | Herman Jan van Elswijk | emerytowany biskup Morogoro (Tanzania)                     | 15 grudnia 1966      | 13 sierpnia 1976     |
| 2   | Leonardo Legaspi       | biskup pomocniczy Manili (Filipiny)                        | 25 czerwca 1977      | 20 października 1983 |
| 3   | Gilberto Reis          | biskup pomocniczy Porto (Portugalia)                       | 29 października 1988 | 23 kwietnia 1998     |
| 4   | Dominique Bulamatari   | biskup pomocniczy Kinszasy (Demokratyczna Republika Konga) | 29 października 1999 | 14 listopada 2009    |
| 5   | Angelo Moreschi        | wikariusz apostolski Gambella (Etiopia)                    | 5 grudnia 2009       | 25 marca 2020        |
| 6   | Jacques Assanvo Ahiwa  | biskup pomocniczy Bouaké (Wybrzeże Kości Słoniowej)        | 5 maja 2020          | 25 lipca 2024        |
| 7   | Matthew Kwang-Hee Choi | biskup pomocniczy Seulu (Korea Południowa)                 | 8 lipca 2025         |                      |